# Leo Bertos

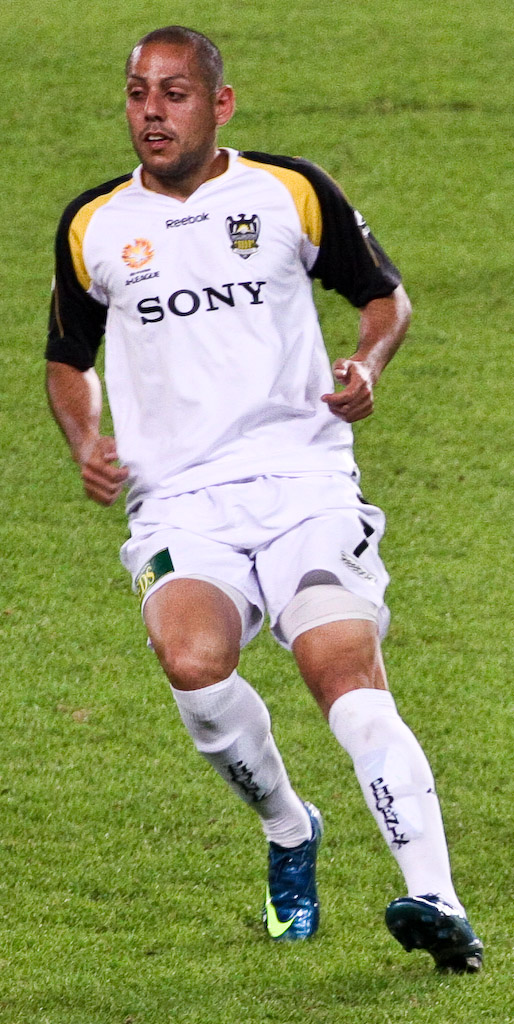
Leo Bertos im Trikot des FC Wellington Phoenix

Leo Bertos (eigentlich Leonidas Bertos; * 20. Dezember 1981 in Wellington) ist ein neuseeländischer Fußballspieler mit griechischen Wurzeln, der momentan beim neuseeländischen Top-Club FC Wellington Phoenix unter Vertrag steht. Er ist auch neuseeländischer Nationalspieler.

## Karriere
Nachdem Bertos einige Jahre in den unteren Ligen Englands bei Vereinen wie Barnsley, Chester, Rochdale und York City verbracht hatte, wechselte er nach Australien, zu Perth Glory. In der A-League kam Bertos regelmäßig in der ersten Mannschaft zum Einsatz, zunächst zwei Jahre lang bei Perth und anschließend bei Wellington Phoenix. Obwohl man seinen Namen nur selten unter den Torschützen findet, hat er in der Nationalelf und auch im Verein zahlreiche Tore vorbereitet. Die Saison 2009/10 war mit Abstand die erfolgreichste für Bertos' Verein Wellington Phoenix, der immer wieder vor Rekordkulissen spielte und als erster neuseeländischer Klub das Finale der A-League erreichte. Bertos war maßgeblich an diesem Erfolg beteiligt, da er in jeder Partie zum Einsatz kam und dabei auch einen neuen Vereinsrekord aufstellte, was die Anzahl der Torvorlagen angeht.
Bertos spielt seit 2003 in der neuseeländischen Nationalmannschaft und nahm am Konföderationen-Pokal 2009 und an der Fußball-Weltmeisterschaft 2010 teil.

## Auszeichnungen
- Wellington Phoenix Player of the Year: 2008/09